# Tongsin
Tongsin là một kun, hay huyện, phía nam tỉnh Chagang, Bắc Triều Tiên. Đơn vị này giáp Ryongrim và Chonchon về phía bắc, các huyện Taehung và Yongwon ở Nam Pyongan về phía nam và đông, và Huichon và Songwon về phía tây và tây nam. Trước đây thuộc Huichon, đơn vị này được lập năm 1952 trong cuộc tổng tổ chức lại chính quyền địa phương.
Thung lũng sông Chongchon nằm ở phía tây Tongsin. Núi cao ở các phía khác, với dãy núi Myohyang ở phía nam và dãy núi Chogyuryong ở phía bắc và đông. Đỉnh cao nhất là Ungosusan (웅어수산, 2020 m).
Kinh tế chủ yếu là nông lâm nghiệp, 13% đất trồng trọt được, 87% là rừng.